# Matriu extracel·lular
La matriu extracel·lular és un producte de secreció de les cèl·lules que s'acumula més enllà de la membrana plasmàtica, formant una xarxa tridimensional. Es troba entre les cèl·lules de quasi tots els teixits animals (en el teixit epitelial és escassa i té una composició particular) i actua com a nexe d'unió, omplint els espais intercel·lulars, i donant consistència als teixits i òrgans. Representa un 20 per cent, aproximadament, de tota la massa corporal humana i és fonamental per una correcta mielinització del sistema nerviós. Proporciona un substrat físic a les neurones i les cèl·lules glials cerebrals i té un paper crucial en el manteniment de la morfologia i funcionalitat de les sinapsis.
La matriu extracel·lular és especialment abundant en els teixits connectius, com el conjuntiu i el cartilaginós; pot acumular dipòsits de sals minerals (carbonat de calci i fosfat de calci), com en el teixit ossi, quitina (exoesquelet dels artròpodes), o sílice (mesoglea de les esponges silícies). Manté la tensegritat dels organismes vius, la qual és imprescindible per que aquests puguin fer la mecanotransducció, un fenomen fisiològic que permet convertir els estímuls mecànics en respostes químiques relacionat amb la gènesi del neuroblastoma.

## Estructura
La matriu està composta per una xarxa de fibres proteiques immersa en una substància fonamental amorfa gelatinosa.
- Fibres
  - Col·lagen.[14] Proteïna fibrosa formada per tres cadenes enrotllades en espiral sobre si mateixes.[15] Proporciona estructura, resistència a la ruptura i consistència a la matriu.[16] Les fibril·les de col·lagen tipus VI[17] són elements essencials per la correcta funcionalitat dels mecanismes de transmissió de forces, manteniment de massa i reparació del múscul esquelètic.[18]
  - Elastina.[19] Proteïna fibrosa que es comporta enfront de la tracció com una goma elàstica i que és el principal component de les fibres homònimes dels vertebrats.[20] Proporciona elasticitat a la matriu.[21]
  - Fibronectina.[22] Glicoproteïna que forma una trama fibrosa amb funció adherent.[23] Facilita l'adhesió entre cèl·lules i entre elles i les fibres de col·lagen.[24]
  - Tenascina-C. Aquesta proteïna s'expressa de manera específica i transitòria quan hi ha una lesió tissular, exercint diverses funcions diferents que actuen sobre els processos d'inflamació i fibrosi per tal de reparar eficaçment el dany.[25]
  - Vitronectina.[26] Una altra glicoproteïna adhesiva multifuncional que interactua amb glicosaminoglicans i proteoglicans. Es troba també al sèrum sanguini i està involucrada en el desenvolupament de les neoplàsies sòlides.[27]

- Substància fonamental amorfa
  - Proteoglicans. Molècules amb una proteïna filamentosa central[28] a la qual s'uneixen nombrosos filaments de glicosaminoglicans,[29] originant estructures plomoses que tenen la capacitat d'interactuar amb altres proteïnes, incloent la Tau i l'alfa-sinucleïna.[30] Són moduladors de la resposta immunitària en general i dels mecanismes de reclutament i migració dels leucòcits quan hi ha un procés inflamatori causat per malalties d'índole molt dispar, com ara l'artritis reumatoide, l'ateroesclerosi o el càncer.[31]
  - Àcid hialurònic.[32] S'uneix als proteoglicans originant estructures moleculars complexes molt hidròfiles,[33] que retenen molta aigua (és una macromolècula singular que pot combinar més de 10.000 vegades el seu pes amb l'H2O), cosa que atorga a la matriu una gran resistència a la compressió i a la fricció dinàmica,[34] permet la migració cel·lular i la difusió de molècules hidrosolubles.[35]
  - Altres glicosaminoglicans: sulfat dermatà,[36] sulfat de condroïtina,[37] sulfat de queratan.[38]

## Funcions
- Manté unides les cèl·lules que formen els teixits i els teixits que formen els òrgans.[39]
- Dona als teixits consistència, elasticitat i resistència a la compressió i a la tracció.[40] Té un paper essencial en el procés de curació de les ferides.[41]
- Permet la difusió de substàncies, la migració de cèl·lules[42] i influeix en la disposició en l'espai de les cèl·lules que engloba.[43]

## Importància clínica
Les seves alteracions estan implicades en la patogènesi d'un gran nombre de malalties, moltes d'elles de naturalesa genètica. Per exemple: l'osteoporosi i l'osteomalàcia, l'osteogènesi imperfecta tipus XI, la síndrome de l'ovari poliquístic, els trastorns cardiovasculars de la síndrome de Marfan, la síndrome d'Ehlers-Danlos, la síndrome de Stickler, la distròfia muscular congènita d'Ullrich, la miopatia de Bethlem, l'esclerosi múltiple, l'esquizofrènia, la malaltia d'Alzheimer, l'epidermòlisi ampul·lar, la diabetis mellitus de tipus 1, la nefropatia diabètica, el reflux vesicoureteral congènit, l'estenosi aòrtica infantil congènita, la miopia, el glaucoma, la hipertensió arterial pulmonar, l'ateroesclerosi, l'edema pulmonar, el càncer gàstric, determinats adenocarcinomes de pulmó, els sarcomes de teixits tous o la fibrosi renal i cardíaca. També té un paper modulador clau en el procés de disseminació metastàsica a distància.

## Matriu extracel·lular vegetal
A grans trets, en els teixits vegetals la paret cel·lular es pot considerar com una matriu extracel·lular especialitzada amb unes característiques molt diferents a la dels teixits animals. Té un paper crucial en l'obtenció de la rigidesa de les cèl·lules i, per tant, la de tota la planta. Entre altres funcions, com la transducció de senyals, evita la permeabilitat excessiva i protegeix contra les agressions mecàniques i els microorganismes patògens.

## Usos en tecnologia de biomaterials i enginyeria tissular
A partir de plantilles de matriu descel·lularitzada s'han desenvolupat biomaterials que tenen un gran nombre d'aplicacions en enginyeria cel·lular i medicina regenerativa. Per exemple: revestiment de malles quirúrgiques per evitar reaccions de cos estrany, cultiu d'organoides gastrointestinals i de glàndula salival o empelts per reparar estenosis traqueals, lesions pulmonars i de teixits tous. La matriu descel·lularitzada tambe és un element fonamental en els estudis sobre la generació d'hidrogels, de materials immunomoduladors i d'òrgans sencers.